# 南玉带
南玉带（学名：Asparagus oligoclonos）是天门冬科天门冬属的植物。分佈於俄羅斯聯邦远东地区、朝鮮半島、日本以及中国大陆的河南、吉林、内蒙古、黑龙江、河北、辽宁、山东等地，生长于海拔1,000米的地区，见于林下、草原或潮湿地上，目前尚未由人工引种栽培。

## 异名
- Asparagus oligoclonos Maxim. var. purpurascens X. J. Xue et H. Yao
- Asparagus stachyphyllus H.Lév. & Vaniot
- Asparagus tamaboki Yatabe